# Erich Röhr Maschinenfabrik
Die Erich Röhr Maschinenfabrik GmbH war ein Hersteller von Landmaschinen mit Sitz in Passau.

## Geschichte

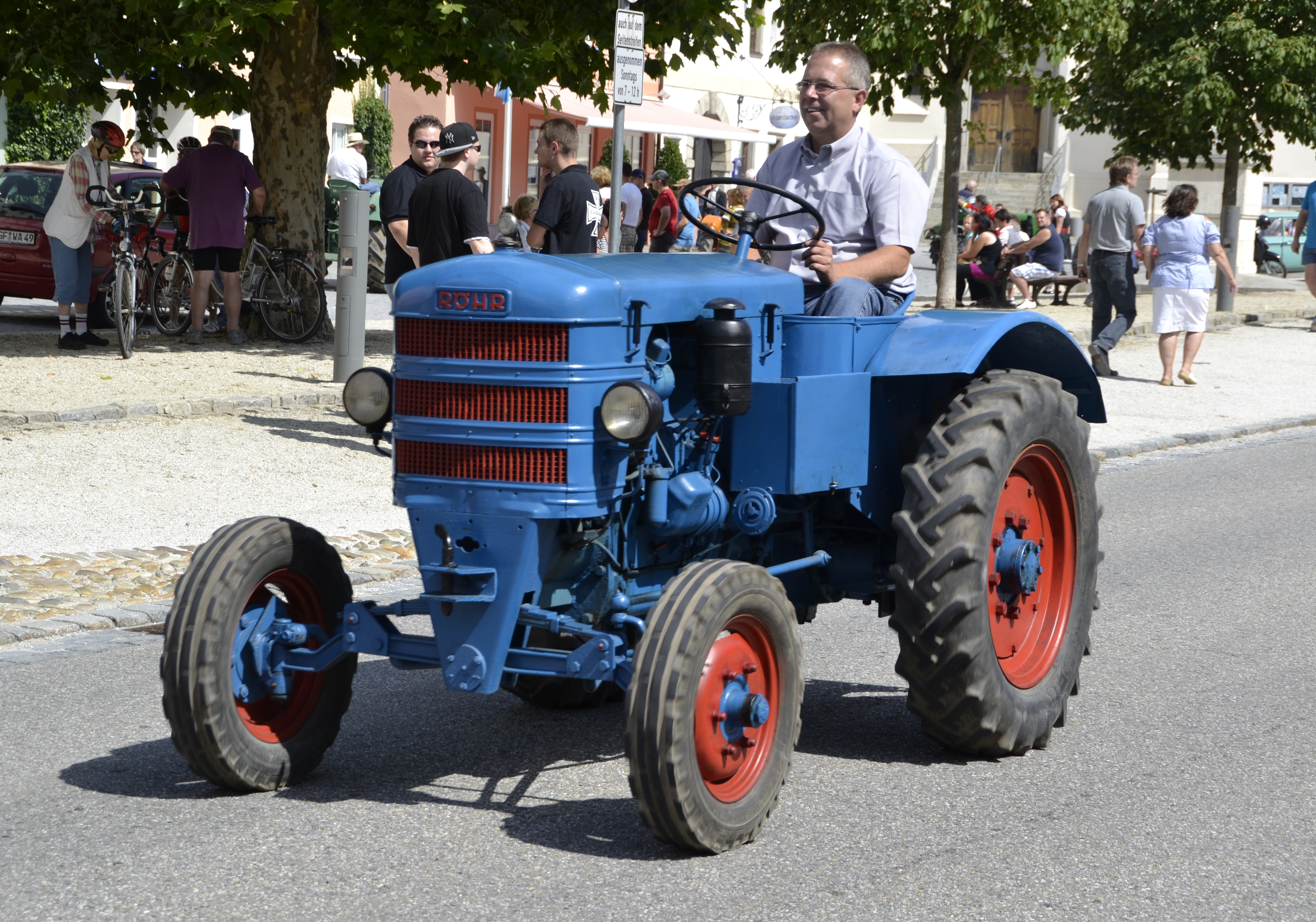
Traktor von Röhr

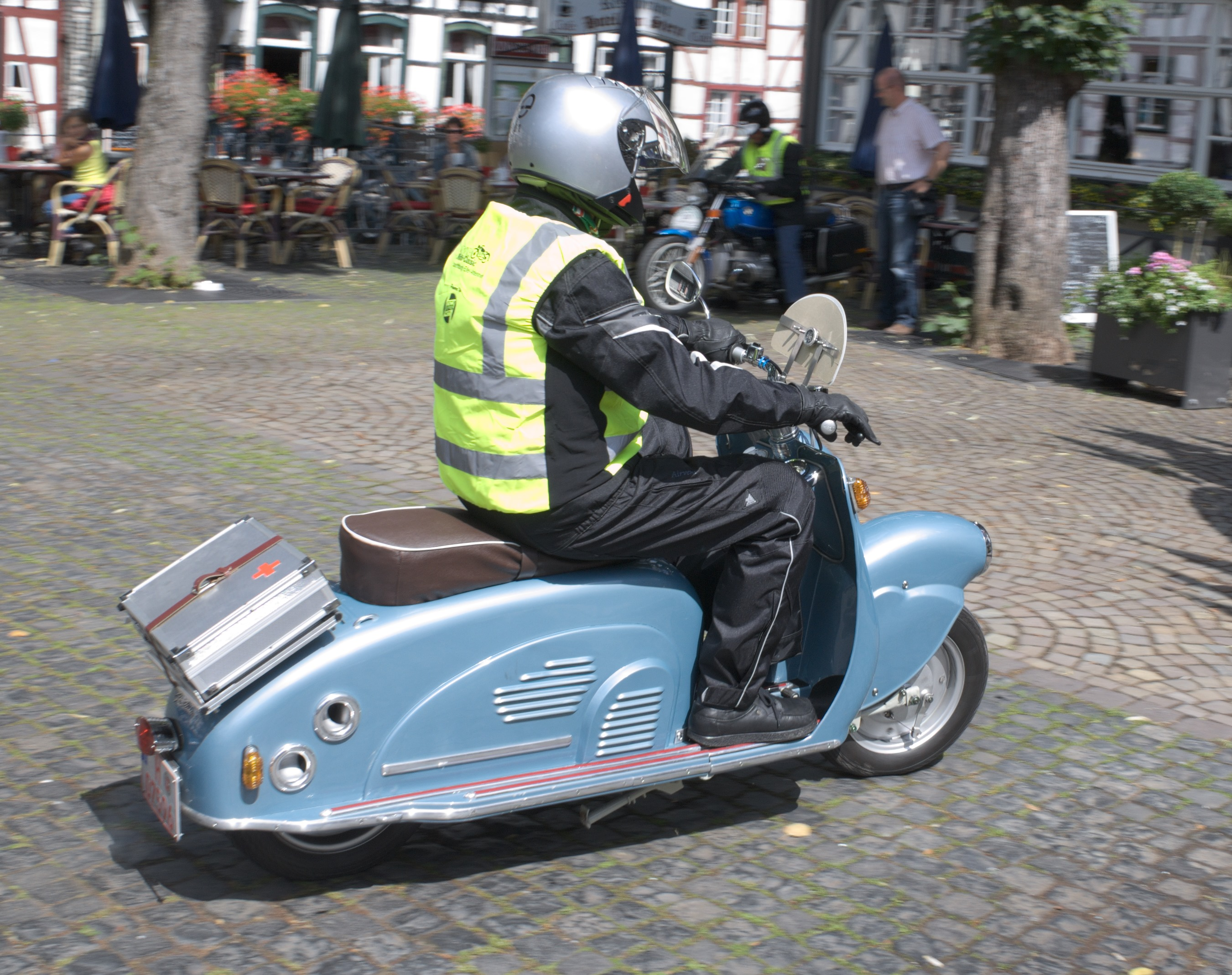
Röhr Roletta

Nach dem Ende des Zweiten Weltkrieges begann Erich Röhr in seiner Werkstatt, in der zuvor Fahrzeuge der Wehrmacht repariert worden waren, damit Traktoren in Einzelanfertigung herzustellen. Ab 1948 wurden Traktoren in Serienproduktion hergestellt. Dabei wurden die meisten Komponenten wie Motoren, Getriebe und Achsen zugekauft.
1949 erfolgte der Umzug nach Landshut. Mit dem 1953 überarbeiteten Traktorenprogramm deckte Röhr den Bereich von 12 bis 60 PS ab. Ab 1953 fertigte die Firma Röhr auch einen Motorroller unter dem Namen Rolletta. Ende 1954 stellte die Firma Röhr die Traktorenproduktion ein. 1955 erfolgte die Löschung aus dem Handelsregister.